# Paolo Silvestri
Paolo Silvestri (Livorno, 16 luglio 1905 – Livorno, 8 agosto 1968) è stato un calciatore italiano, di ruolo ala.

## Carriera
Giocò in Serie A con Livorno, Milan e Sampierdarenese.

## Palmarès

### Club

#### Competizioni nazionali
- Serie B: 1

Livorno: 1932-1933